# Офицерский курс восточных языков
Офицерский курс (офицерские классы) восточных языков — учебное подразделение Русской императорской армии, созданное в 1883 году при Учебном отделении Азиатского департамента Министерства иностранных дел.
Ежегодно на курс принимали 5 человек. Срок обучения составлял 3 года. Учащимся преподавали арабский, турецкий, персидский и татарский языки, международное и мусульманское право. Впоследствии курс был подчинен Академии Генерального штаба, а количество учащихся было увеличено до 10 человек. В конце 1890 года ещё две стипендии для изучения китайского языка были открыты в школе Министерства внутренних дел в Урге, а один казачий офицер из Омского военного округа раз в два года направлялся для двухлетнего обучения китайскому языку в Кульджу.
По окончании курса выпускники были обязаны прослужить в Азии не менее 4,5 лет.

## Задачи
Был образован с целью предоставить офицерам возможность, изучив восточные языки, подготовиться к службе на Кавказе и в Туркестане.

## Продолжительность обучения
Три года.

## Изучавшиеся предметы
Главные — арабский, турецкий и персидский языки;
второстепенные — английский и французский языки, международное право, мусульманское право.

## Комплектование
Общее число слушателей составляло от 14 до 16.
Ежегодно по конкурсному экзамену принимались не более 5 офицеров. Экзамен включал вопросы по географии Азии и европейской Турции, военной топографии, русскому и французскому языкам.
К приёмному экзамену допускались лица, окончившие курс военных училищ (не юнкерских) и прослужившие в строю в офицерских чинах не менее трёх лет. Помимо этого, желавшие поступить, кроме служивших в частях войск Петербургского военного округа, должны были выдержать предварительное испытание в соответствующем окружном штабе. К экзамену допускались офицеры всех родов войск, до чина поручика гвардии и штабс-капитана армии включительно.

## Подчинение
Слушатели подчинялись начальнику Главного штаба.
Непосредственное заведование слушателями возлагалось на управляющего делами Военно-учёного комитета Главного штаба.
Учебная часть находилась в ведении управляющего Учебным отделением Азиатского департамента МИДа.

## История
Первый выпуск состоялся в 1886 году, в 1886—1898 годах было выпущено 55 специалистов (в том числе в 1886—1894 годах — 45).
Всего ко времени упразднения в 1910 году было выпущено 102 специалиста.

### Распределение выпускников
Успешно окончившие курс слушатели получали право на особый нагрудный знак и назначались на службу в управление или в войска Кавказского или одного из азиатских военных округов, где обязаны были прослужить не менее 4½ лет.

### Известные выпускники
- А. И. Абаковский
- А. И. Выгорницкий
- А. А. Давлетшин
- А. И. Ияс
- М. Г. Певцов
- Э. М. Рикс
- Л. Н. Скурат
- К. Н. Смирнов
- Р. И. Термен
- А. Г. Туманский
- П. П. Цветков
- Б. А. Чемерзин
- П. П. Шимкевич
- И. Д. Ягелло

## Интересные факты
- Единственным выпускником, служившим в советской военной разведке, стал Э. М. Рикс[2].
- Единственным выпускником, преподававшим на Восточном факультете Военной академии РККА имени Фрунзе, стал И. Д. Ягелло[3].
- Одним из членов экзаменационных комиссий являлся первый переводчик Корана с арабского языка на русский Д. Н. Богуславский.